# Weißer See (Buckow)
Der Weiße See ist ein 5,8 Hektar großer See in Buckow im Brandenburger Landkreis Märkisch-Oderland. Das fast vollständig von Wald und Brüchen umgebene Gewässer liegt, von einem schmalen Landstreifen getrennt, direkt neben der Südostbucht des Schermützelsees, dem mit 137 Hektar größten Gewässer der Märkischen Schweiz im Zentrum des gleichnamigen Naturparks rund 50 Kilometer östlich von Berlin. Der Weiße See entwässert über einen Graben in den Schermützelsee und damit über den Stobber in die Oder. Am See besteht eine unbewachte, öffentliche Badestelle.

## Lage, Umgebung und Wege
Bei einer größten Breite von rund 210 Metern erstreckt sich der Weiße See über rund 450 Meter von Nordwest nach Südost. Auf einer Höhe von rund 27 Metern gelegen, steigt das bewaldete Gelände über dem Ostufer auf rund 50 Meter an. Am Nordufer geht das Gewässer in einen Bruchwald über. Auch das Südufer und den größten Teil des schmalen Werders zwischen dem Westufer und dem Schermützelsee prägen Brüche. Im nördlichen Teil erhebt sich zwischen den Seen eine kleine Anhöhe namens Liebesinsel, die auf der Höhe ein lichtes Plateau bildet und am Hang zum Westufer des Weißen Sees gleichfalls baumbestanden ist.
Das Gewässer ist nur zu Fuß oder per Fahrrad über einen Wanderweg zu erreichen. Der Weg führt am Ostufer entlang und hat einen kurzen Abzweig, der auf der Höhe der Liebesinsel endet. Der Weg ist Teil des Europäischen Fernwanderwegs E11, des Rundwegs um den Schermützelsee und des Terrainkurwegenetzes des Kneippkurorts Buckow. Für die Wanderung zum Weißen See bieten sich zwei Parkplätze direkt am Weg an: im Norden am Ende der Bertolt-Brecht-Straße am Brecht-Weigel-Haus kurz vor der Brücke des Werderfließes, das den Schermützelsee in den Buckowsee entwässert (rund 10 Gehminuten). Im Süden westlich des Abendrothsees an der Straße Fischerberg neben der Landesstraße 34, der Hauptstraße Buckows, die in diesem Abschnitt die Bezeichnung Berliner Straße trägt (rund 3 Gehminuten).

## Geologie, Geographie und Hydrologie

### Buckower Kessel und Entstehung
Der Weiße See liegt im Buckower Kessel, einer beckenartigen Erweiterung des Stobbertals. Das Tal ist Teil einer glazialen Schmelzwasserrinne, die sich in den letzten beiden Phasen der Weichsel-Eiszeit zwischen dem von Toteis gefüllten Oderbruch und dem Berliner Urstromtal (heutiges Spreetal) herausgebildet hat und die Barnimplatte von der Lebuser Platte trennt. Diese rund 30 Kilometer lange und zwei bis sechs Kilometer breite Buckower Rinne (auch: Löcknitz-Stobber-Rinne) entwässert vom Niedermoor- und Quellgebiet Rotes Luch über den Stobber nach Nordosten zur Oder und über Stobberbach/Löcknitz nach Südwesten zur Spree.

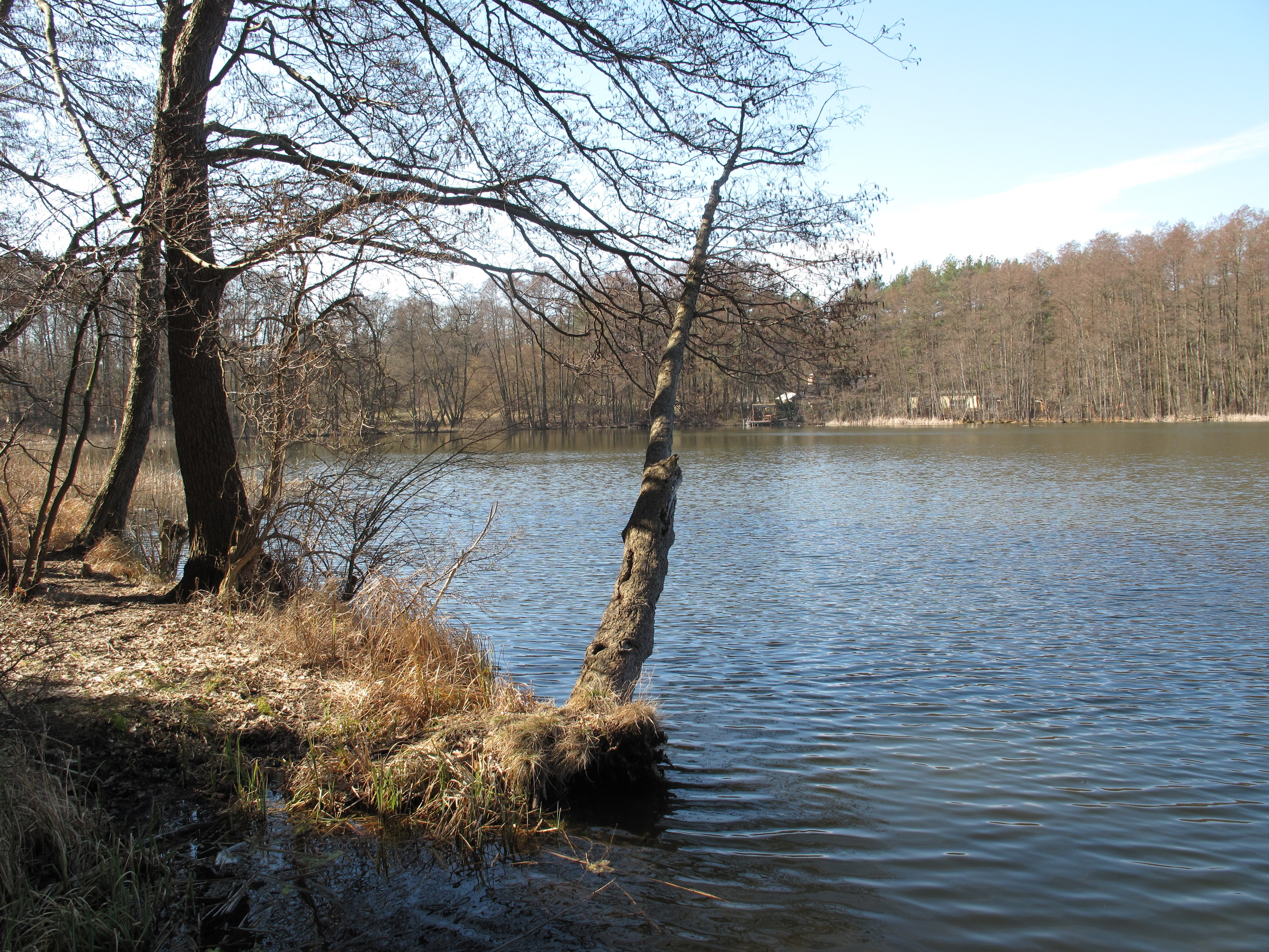
Blick vom Südostufer nach Südwesten

Nach den gängigen Darstellungen hinterließen die Zerrungen und Spannungen der letzten Vereisung und die abtauenden Gletscher im Untergrund des Buckower Kessels zahlreiche kleinere Einbrüche. Die tiefer gelegenen Becken füllten sich mit allmählich emporsteigendem Grundwasser und bildeten mehrere Seen, darunter den Weißen See, Schermützelsee und Buckowsee. Andere Darstellungen führen die Bildung der Seen in der Buckower Rinne auf das Auftauen von Toteisblöcken zurück. Nach dem Abtauen seien in den vom Gletschereis abgetrennten und verschütteten Blöcken Hohlräume entstanden, die sich nach ihrem Einsturz mit Wasser gefüllt hätten. Auch eine gewässerökologische Untersuchung der Technischen Universität Cottbus, Lehrstuhl für Gewässerschutz, aus dem Jahr 2003 stufte den Schermützelsee als Toteiskesselsee (Toteisaustauhohlform) ein. Friedrich Solger, in den 1920er-Jahren Professor für Geologie an der Berliner Friedrich-Wilhelms-Universität kam nach Analysen der zwischeneiszeitlichen Ablagerungen hingegen zu dem Schluss, das Becken des Weißen Sees müsse wie das des Schermützelsees schon vor der letzten Vereisung bestanden haben und sei auf eine Einbruchsform im Urstobbertal zurückzuführen.

### Speisung und Abfluss
Zuflüsse zum Weißen See bestehen nicht. Damit dürfte das Gewässer wie der Schermützelsee hauptsächlich grundwassergespeist sein. Eine weitere Wasserzufuhr erhält der Weiße See von dem wahrscheinlich gleichfalls grundwassergespeisten nördlichen Bruchwald, der nahtlos in das Gewässer übergeht. Der schnurgerade Verlauf des rund 50 Meter langen Entwässerungsgrabens zum Schermützelsee legt nahe, dass der Graben künstlich angelegt wurde. Dafür spricht ferner, dass Friedrich Solger in seinen Diagrammen zur Herausbildung des Buckower Kessels keine Verbindung zwischen den beiden Seen eingezeichnet hat. Zudem lag der Wasserstand der Seen noch zur slawischen Zeit, also vor rund eintausend Jahren, ein bis anderthalb Meter niedriger als heute, sodass die Seen ursprünglich weiter auseinanderlagen.

## Stadtbesitz und Angelgewässer
Während andere Seen des Buckower Kessels wie der Griepensee, Abendrothsee und Schwarze See unter der Verwaltung der BVVG Bodenverwertungs- und -verwaltungs GmbH, einem Unternehmen der Bundesrepublik Deutschland für die Verwaltung, Verpachtung und den Verkauf von land- und forstwirtschaftlichen Flächen auf dem Gebiet der neuen Bundesländer, stehen, ist der Weiße See im Besitz der Stadt Buckow. Das Fischereirecht hat die Stadt an den Landesanglerverband Brandenburg vergeben, der für die Hege und Pflege, den Fischbesatz und für den Natur- und Umweltschutz auf und an dem See Verantwortung trägt. Der See ist als Angelgewässer freigegeben und wird vom Kreisanglerverband Märkisch-Oderland e. V. (Bereich Strausberg) betreut.

## Flora und Fauna

### Tiere

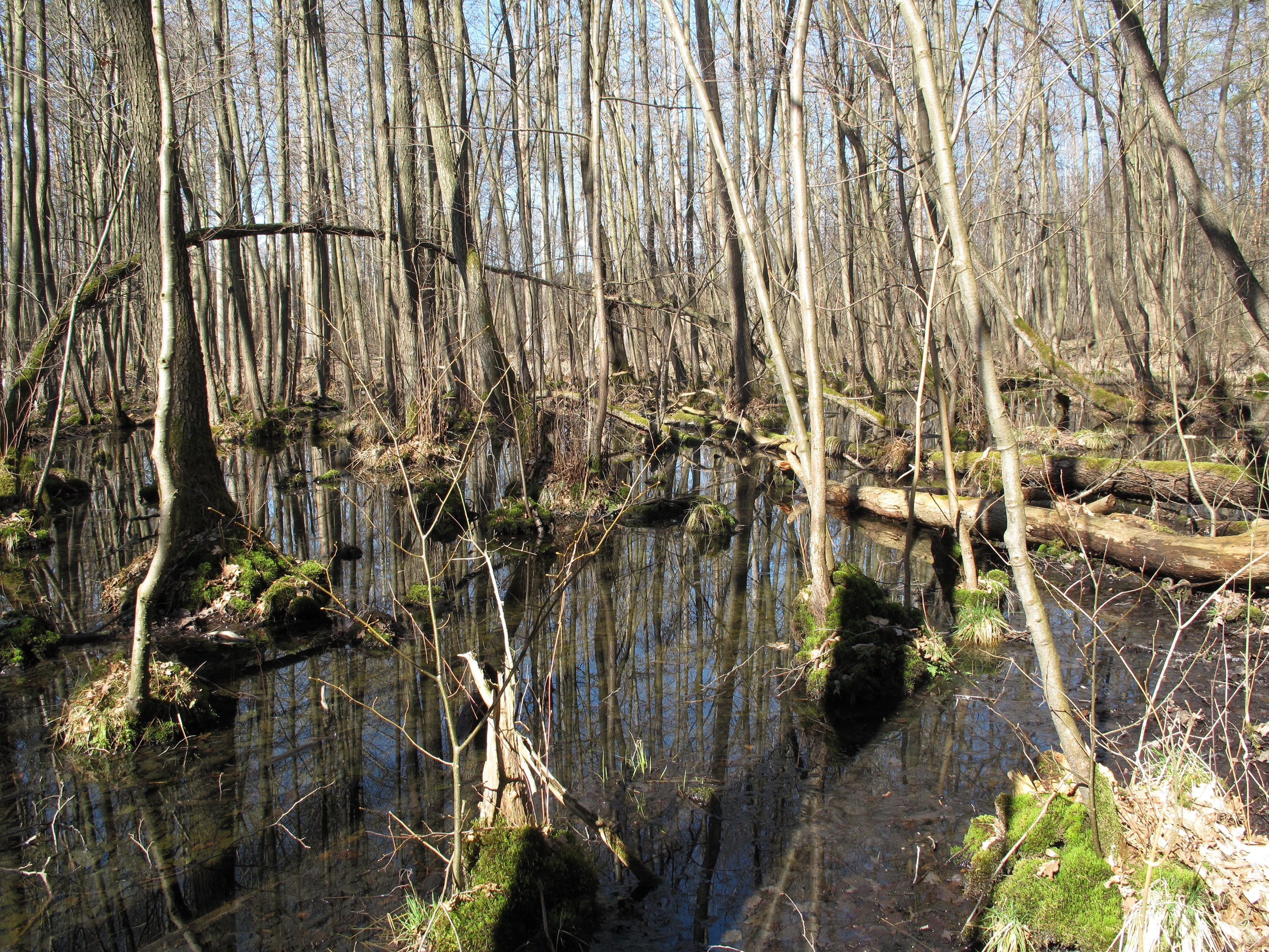
Bruchwald am Nordufer

Die Fischfauna bestimmen Barsche, Rotauge, Schleie und Rotfeder sowie weitere Weißfische. Vertreten sind ferner die laut Roter Liste Brandenburg im Bestand zurückgehenden Aale und, eher selten, Welse. An der Spitze der Nahrungskette des Sees räubern einige Hechte. Auf dem See schwimmen Entenvögel und Rallen. Im teils ausgeprägten Schilfgürtel leben zahlreiche weitere Wasservögel.
Die Bruchwälder bieten Lebensraum für rund 150 Insektenarten, darunter 75 Schmetterlingsarten. Aus der Familie der Rüsselkäfer fällt aufgrund seines markanten Rüssels (Rostrum) der Erlenrüssler (auch Erlenwürger, Cryptorrhynchus lapathi) auf. In der kalten Jahreszeit dienen die verholzten Zapfen der weiblichen Blüten des Winterstehers Schwarzerle, die je Schuppe drei braune, abgeflachte, einsamige Nussfrüchte bilden, vielen Vogelarten als wichtigste Nahrungsquelle. Dazu zählen Erlenzeisig und Stieglitz. Durch die Wälder streifen Rehe, Schwarzwild und Füchse sowie seit den 2000er-Jahren zunehmend auch Marderhunde und die Neozoen Waschbären und Minks.

### Pflanzen
Die Wälder sind in den trockenen Hangbereichen überwiegend kiefernbestanden. In den dauernassen Niedermoorböden der Brüche, die für eine mittlere bis gute Nährstoffversorgung sorgen, dominieren Schwarz-Erlen, die die hohe Feuchtigkeit und dank ihrer Adventivwurzeln auch schwankende Wasserstände gut verkraften können. In den üppig entfalteten Bodenpflanzen herrschen Großseggen wie Sauergräser und Wasserliesch vor. Dazu gesellen sich vereinzelt Nachtschattengewächse, Sumpf-Schwertlilien und Schildfarne. Während Moose nur selten zu finden sind, gibt es in den Feuchtgebieten verschiedene Großpilzarten – am beständigsten sind die Erlen-Schillerporlinge.

## Geschichte
Buckow war ursprünglich eine slawische Gründung – bis ungefähr zur Mitte des 13. Jahrhunderts bestand unmittelbar am Ostufer des Buckowsess eine slawische Siedlung. Nach der Deutschen Ostsiedlung entwickelte sich der erstmals 1249 schriftlich erwähnte Ort leicht nach Norden versetzt zwischen dem Buckowsee und dem Griepensee.

### Slawische Fluchtburg auf der Liebesinsel

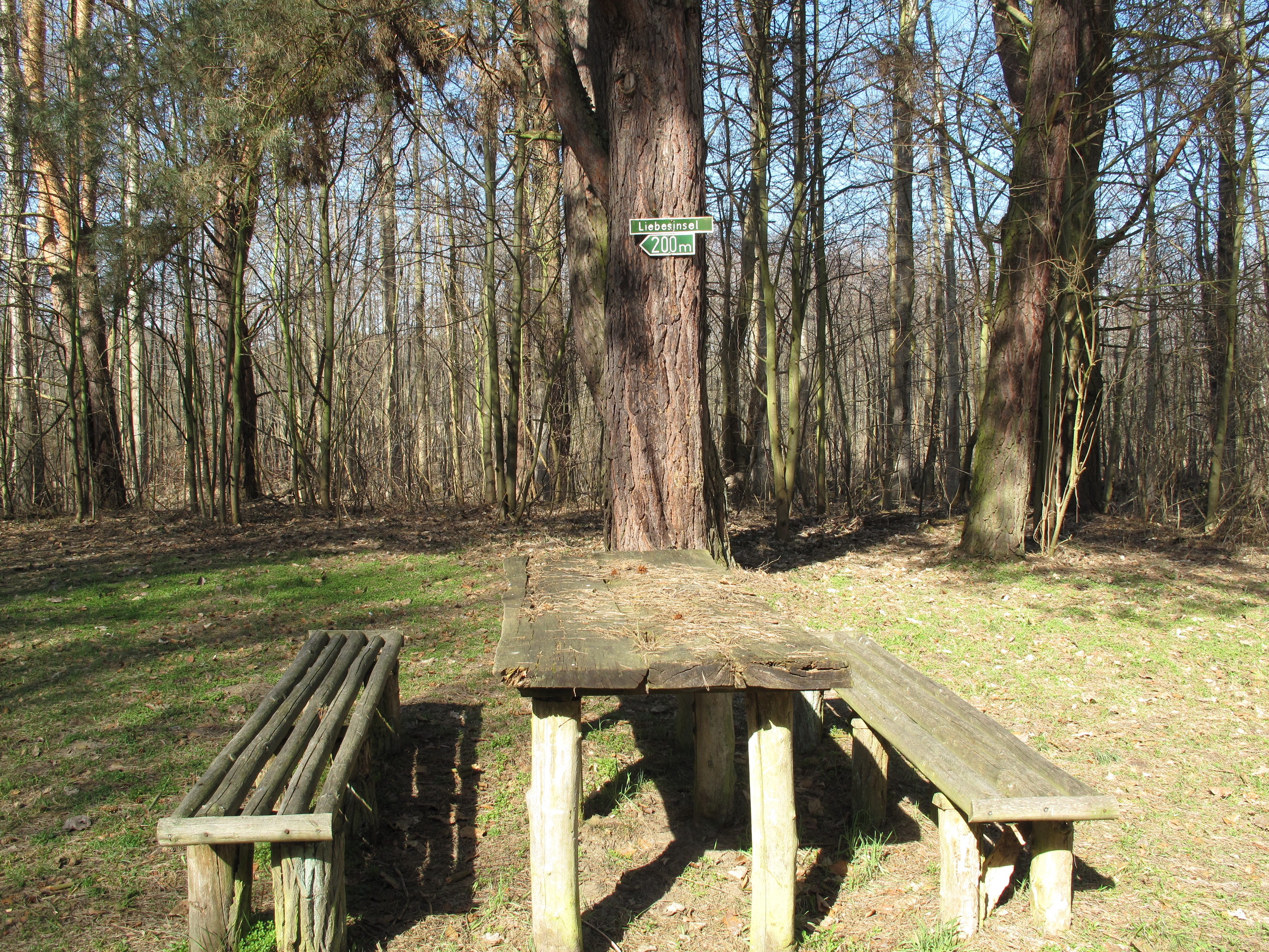
Plateau der Liebesinsel

Auf der Liebesinsel, der Anhöhe zwischen dem Weißen See und Schermützelsee, soll eine slawische Fliehburg gestanden haben. Sie befand sich wahrscheinlich am Westhang der Höhe, denn im angrenzenden Wasser des – zur slawischen Zeit tiefergelegenen – Schermützelsees wurden Pfähle, Knochen und Tonscherben gefunden. 80 Pfähle, die zum Teil von Ruderboot aus zu sehen sind, stehen noch heute im Wasser. Im Jahr 2009 wurde die Burg im Maßstab 1:100 nachgebildet. Das Modell wurde in der Buckower Heimatstube ausgestellt. Welchen Namen der See zu dieser Zeit führte und ob er auch von den Slawen Weißer See genannt wurde, ist nicht bekannt.

### Ersterwähnungen und Namensgebung
Der See ist unter der Bezeichnung Album stagnum (Weißer See) erstmals in einer Urkunde des Frauenklosters Friedland erwähnt. In dem Dokument vom 19. November 1300 bezeugten der Abt Johannes des Klosters Lehnin und Bruder Wilhelm, Prior des Dominikanerklosters Cölln, eine Urkunde, in der der askanische Markgraf Albrecht III. (Mitregent) den Besitz der Zisterzienserinnen beglaubigte. Adolph Friedrich Riedel überschrieb die Urkunde im Codex diplomaticus Brandenburgensis mit: Markgraf Albrecht bestätigt dem Nonnenkloster zu Friedland das Städtchen Friedland und all seine Besitzungen. Die Passage zu den Buckower Seen lautet:
- Item stagnum apud Bucow, quod dicitur Gryben; Item stagnum Bucow dictum; Item stagnum apud Bucow, quod dicitur schermitzel; Item Album stagnum; […].[22] (Übersetzung: Ebenso der See bei Buckow namens Griepensee; ebenso der Buckow genannte See [Buckowsee]; ebenso der See bei Buckow namens Schermützelsee; ebenso der Weiße See; […].)

Der See war also im Mittelalter, wie auch der Schermützelsee, im Besitz der Zisterzienserinnen des Klosters. Der Heimatforscher Rudolf Schmidt gab 1928 an, bei dem in der Urkunde verzeichneten Album stagnum handele es sich um den auf Hermersdorfer Gebiet im Kreis Lebus gelegenen Weißen See. Diese Darstellung wurde bereits 1951 von Max Krügel zurückgewiesen und auch das Brandenburgische Namenbuch ordnet den klösterlichen Weißen See Buckow zu. Als allgemeines Benennungsmotiv des häufigen Namens Weißer See führt das Namenbuch helles, glänzendes Wasser an. Möglicherweise wurde der Name auch zur Abgrenzung vom rund einen Kilometer östlich gelegenen Schwarzen See gewählt.

### Von Hasenholz zu Buckow

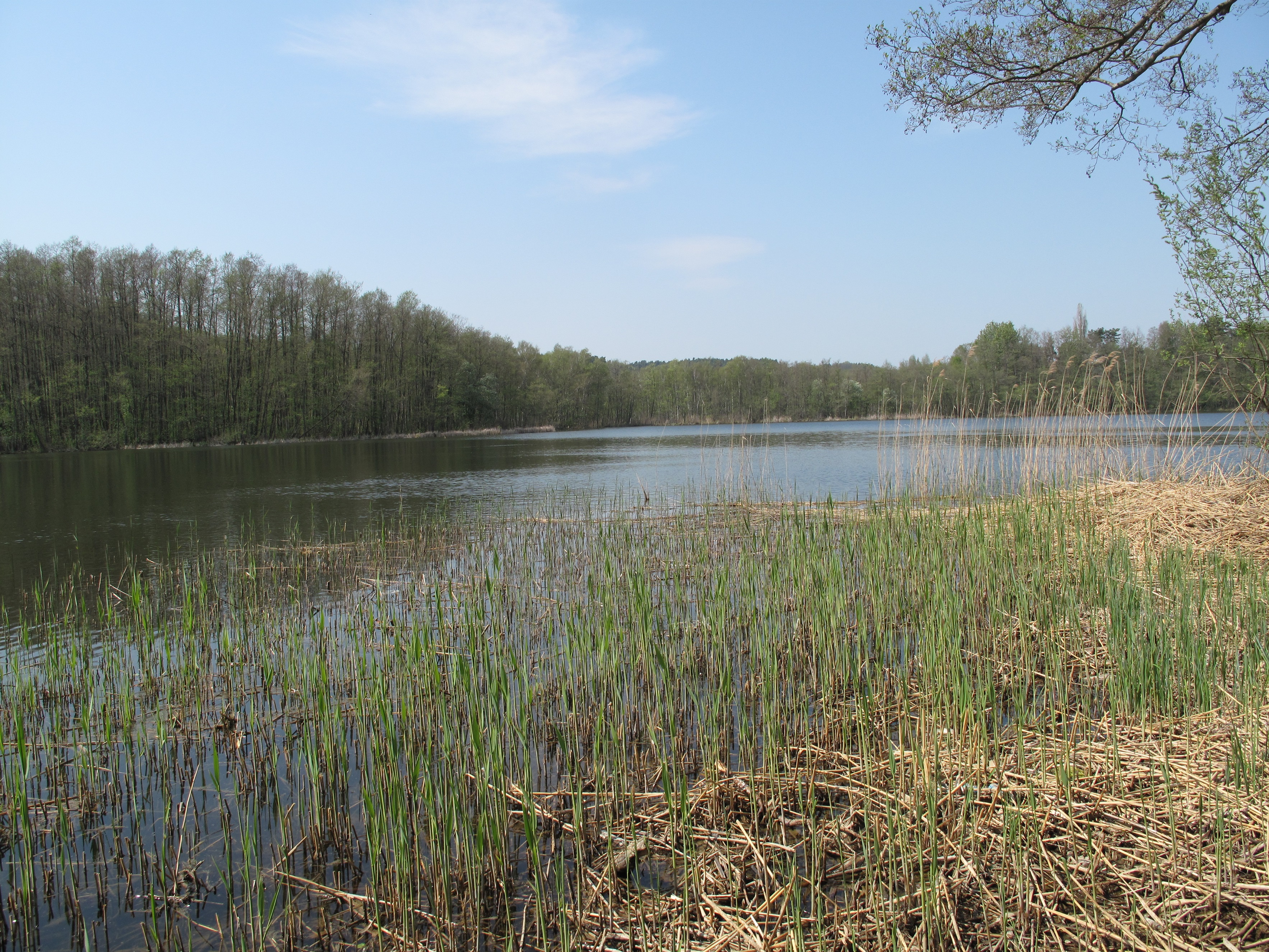
Blick vom Südostufer auf den Werder mit der Liebesinsel (Anhöhe links im Bild)

Ob und wann der Weiße See bereits vor der Säkularisation in der Mitte des 16. Jahrhunderts aus dem Klosterbesitz beziehungsweise aus der nachfolgenden Herrschaft Friedland herausgelöst wurde, ist unklar. Sicher ist, dass der See im 19. und 20. Jahrhundert dem heutigen Buckower Ortsteil Hasenholz gehörte. Die Herrschaft Hasenholz, die zeitweise von der Herrschaft Buckow getrennt war, umfasste ferner den Südteil des Schermützelsees und das Gelände westlich des Buckowsees mit dem heutigen Kurparkgelände um die Ferdinandshöhe und die Karowsche Mühle (später VEB Mühlenwerk Buckow) am Stobber. Das 1375 im Landbuch Karls IV. erstmals erwähnte Dorf Hasenholz, das rund 900 Meter westlich des Schermützelsees liegt, war wie Buckow Teil des Pfuelenlands. 1571 ging Hasenholz an die Buckower Gutsherrenfamilie von Flemming über. Wahrscheinlich ist der See im 16. Jahrhundert an diese Familien gekommen und gelangte im 18./19. Jahrhundert nach den Separationen zwischen Gütern und Gemeinden infolge der Bauernbefreiung und Stein-Hardenbergsche Reformen an die damals selbständige Gemeinde Hasenholz.
Seit 1922 hatte sich die Stadt Buckow bemüht, den Hasenholzern diese Seen nebst Uferpartien abzukaufen. Allein 1922 stellte die Stadt drei vergebliche Anträge auf Eingemeindung des zu Hasenholz gehörenden südlichen Teil des Schermützelsees nach Buckow. Am 22. August 1929 gaben die Hasenholzer auf und der Landstrich mit dem Weißen See kam zu Buckow: Buckow hat die Flächen Schermützel- und Weißer See mit angrenzenden Gebieten käuflich erworben. Der Umgemeindung wird zugestimmt, wenn der Steuerausfall erstattet wird. Am 17. Juni 1930 erfolgte die formelle Eingliederung nach Buckow. In der DDR-Zeit, 1959, wurde dann auch der verbliebene Rest von Hasenholz nach Buckow eingemeindet.